# フィアット・フィオリーノ
フィオリーノ（Fiorino ）は、イタリアの自動車メーカーであるフィアット社の小型商用車である。

## 初代（1977年-1988年、1989年-1995年）
最初のフィオリーノはフィアット・127 シリーズ2の後部に高さ1.3メートル (4 ft 3 in)の箱状の荷室を載せた「ハイキューブ」（high-cube）デザインの車であり、この後に幾つかのヨーロッパの自動車メーカーがこれを真似た。1977年11月初めに発売され、1980年にフェイスリフトを受けた。エンジンはフィアット・127と同じものを使用していた。第1世代のフィオリーノはブラジルのミナスジェライス州とアルゼンチンのコルドバにある工場で生産された。ピックアップトラック版はブラジルで「フィアット・147 シティ」（Fiat 147 City）と呼ばれた。

### スペイン製モデル

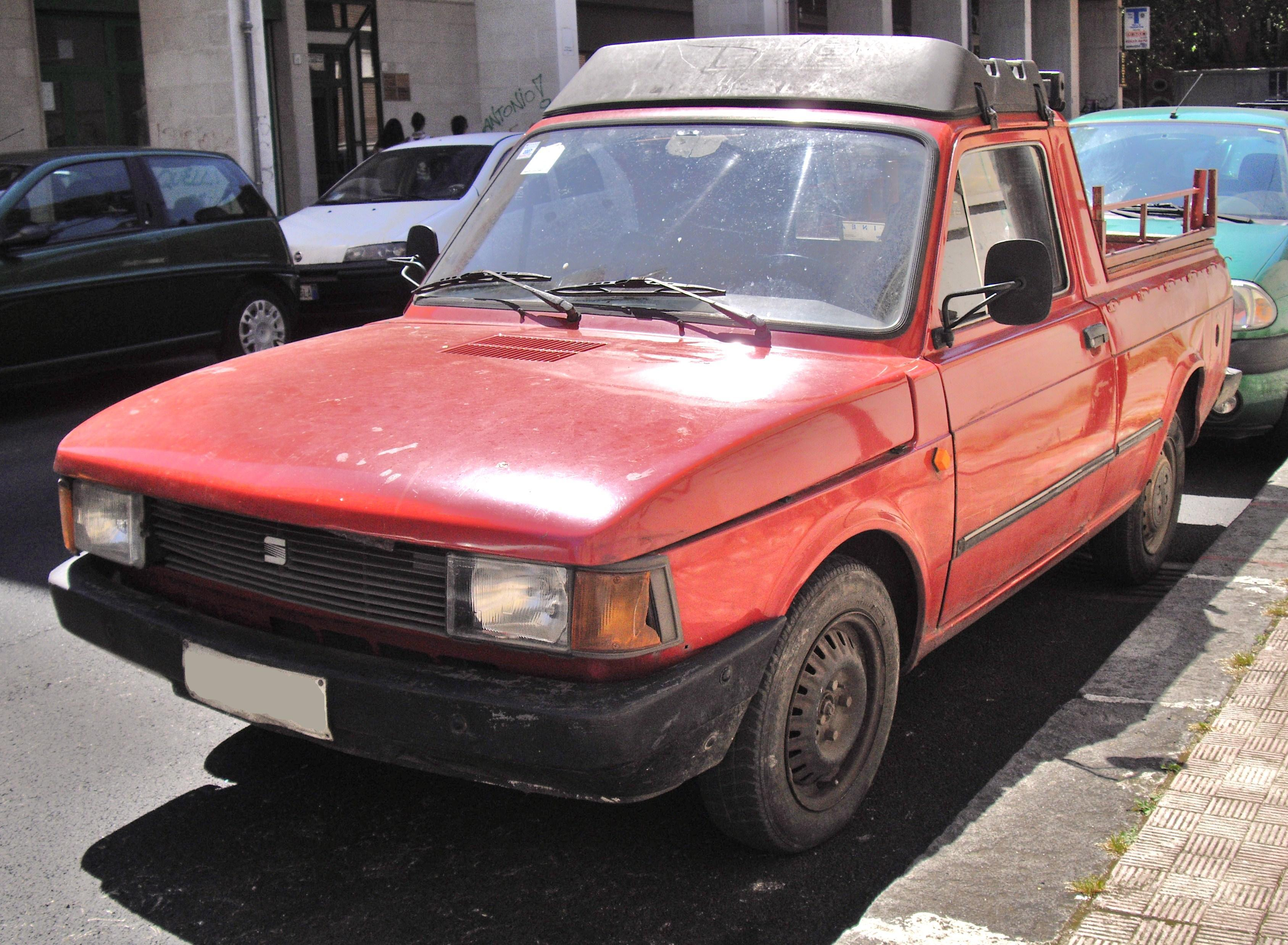
セアト フィオリーノ・ピックアップ

フィオリーノはスペインではセアト社とフィアット社の合弁事業により生産され、「Emelba 127 Poker」と呼ばれ、パネルバンとピックアップトラックが提供された。1986年まで生産された127 Pokerは後に「セアト・フィオリーノ」（SEAT Fiorino）と改称され、セアト・127（SEAT 127）と同じエンジンを搭載したセアト・テラ（SEAT Terra）に代替された。スペイン製のフィオリーノはバルセロナにある工場で生産された。

### エンジン
| モデル            | エンジン | 排気量  | 出力                 | トルク             | 注記 |
| ----------------- | -------- | ------- | -------------------- | ------------------ | ---- |
| 0.9 8V ガソリン   | L4       | 903 cc  | 45 PS (33 kW; 44 hp) | 64 N⋅m (47 lb⋅ft)  |      |
| 1.05 8V ガソリン  | L4       | 1049 cc | 50 PS (37 kW; 49 hp) | 77 N⋅m (57 lb⋅ft)  |      |
| 1.3 8V ディーゼル | L4       | 1301 cc | 45 PS (33 kW; 44 hp) | 103 N⋅m (76 lb⋅ft) |      |

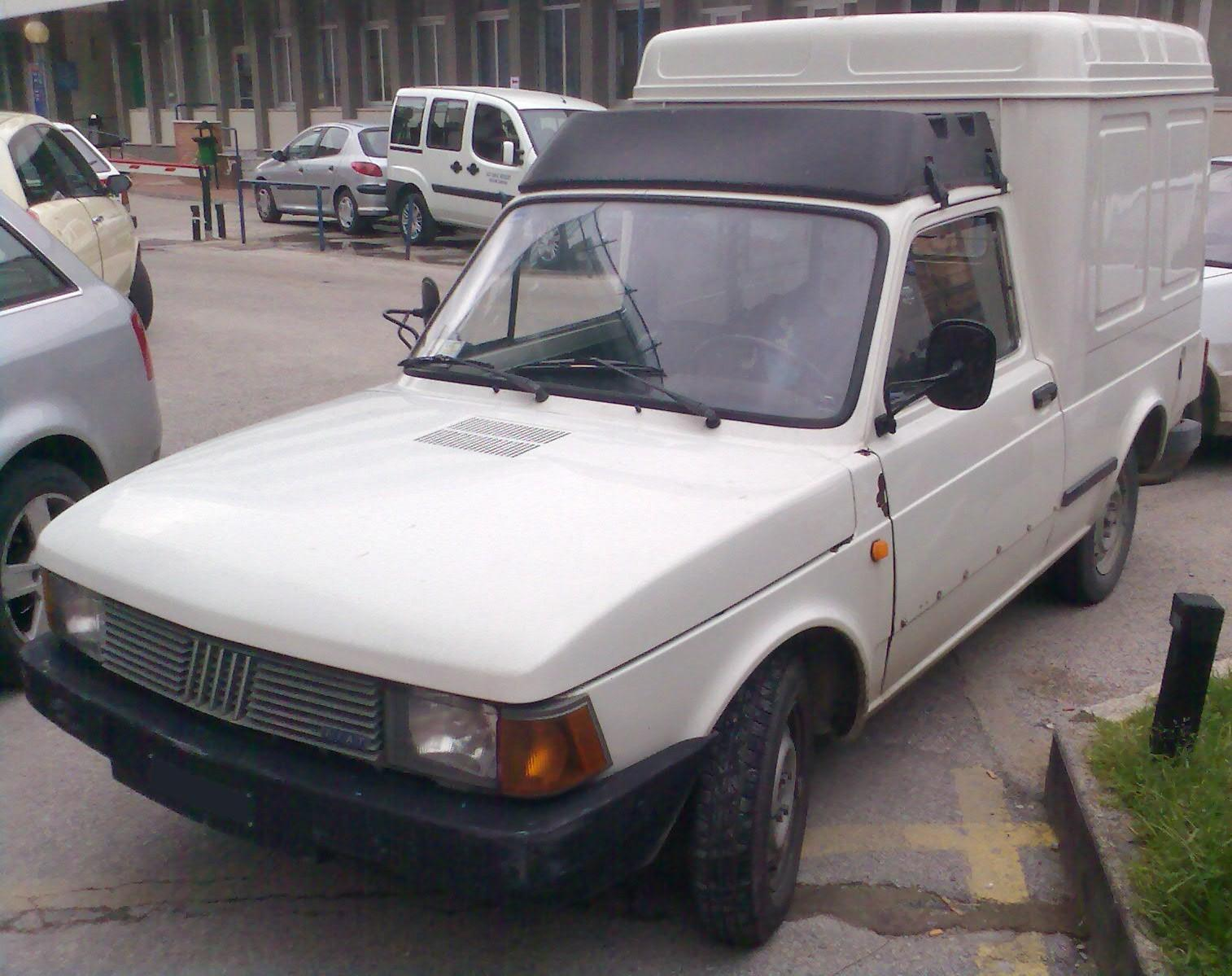
フィオリーノ・パネルバン
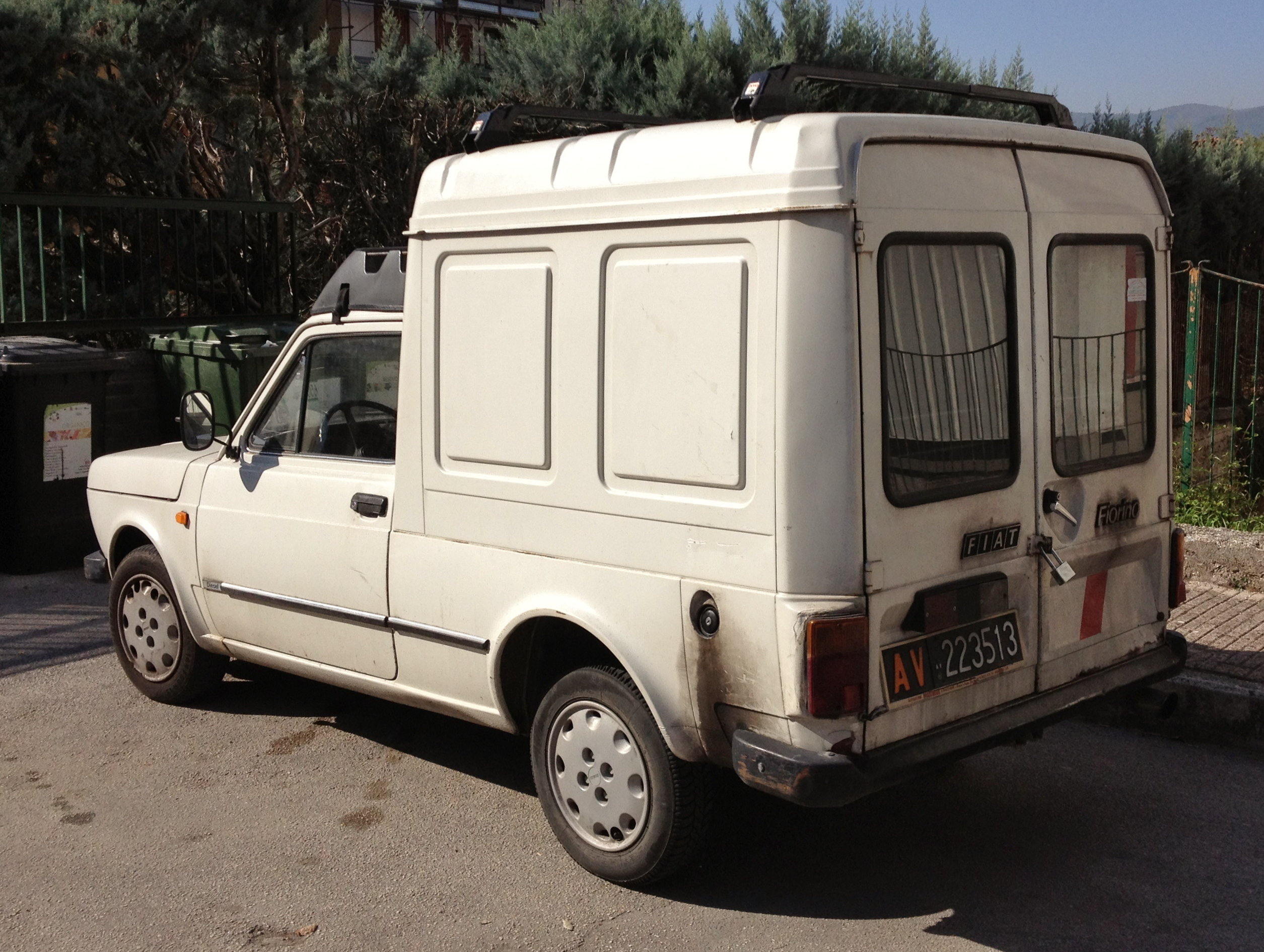
フィオリーノ・パネルバン
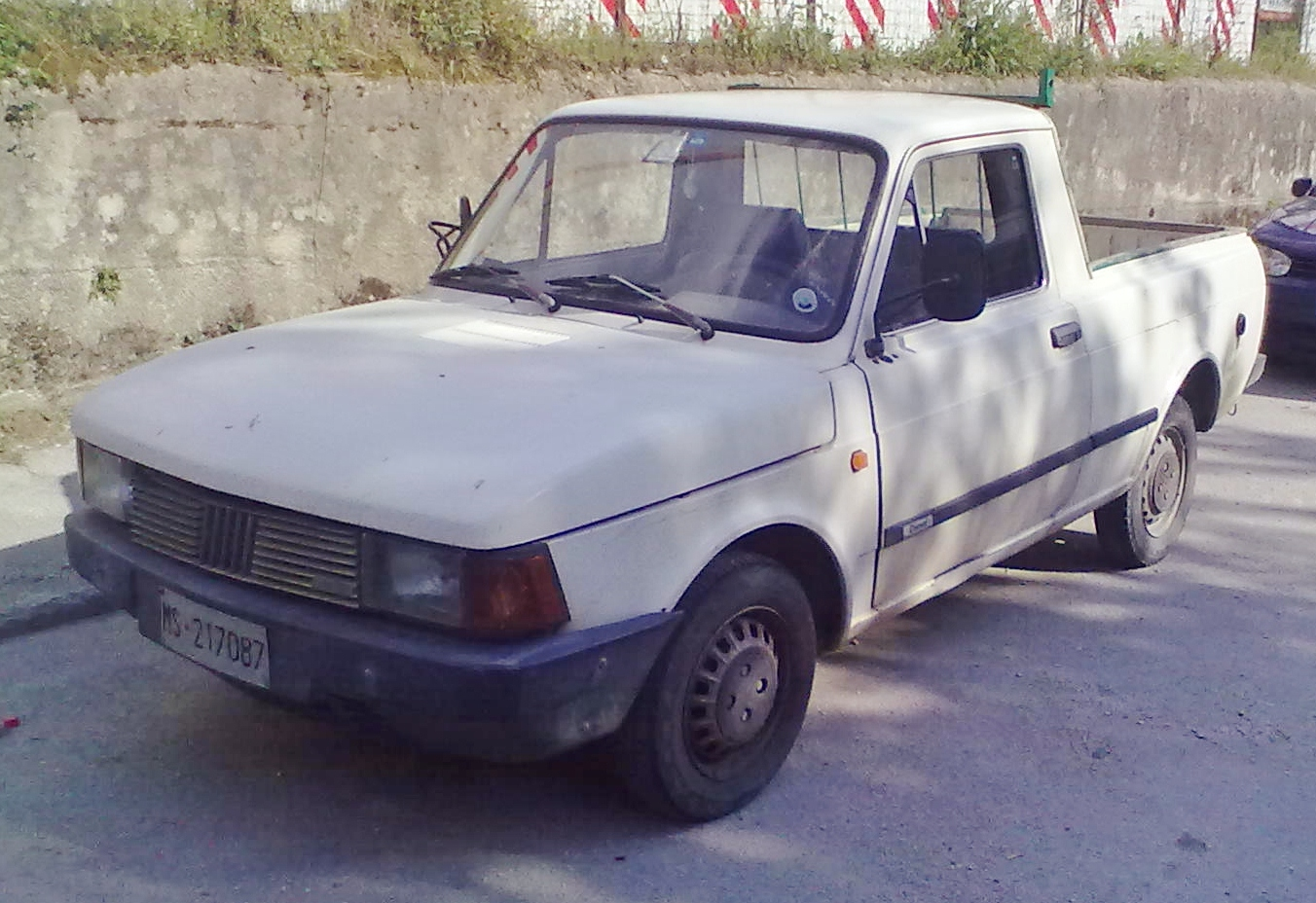
フィオリーノ・ピックアップ
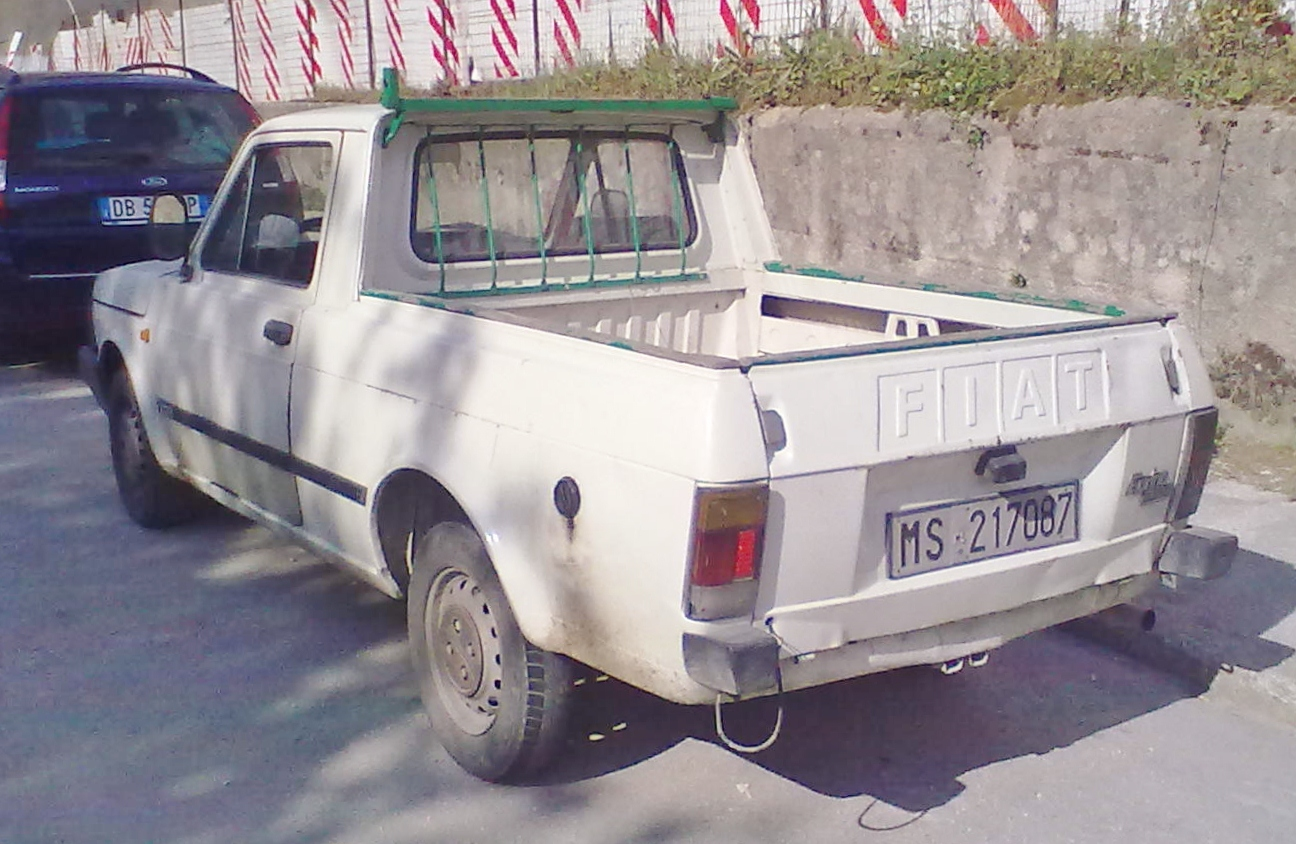
フィオリーノ・ピックアップ

## 2代目（1988年-2014年）
1984年にブラジル製のフィアット・ウノを基としたより近代的なモデルが発売された。第2世代のフィオリーノはパノラマ（Panorama）とピックアップトラックのボディでも提供された。この新しいフィオリーノは1988年から2000年までヨーロッパ市場向けにイタリアのボローニャで生産された（25万台以上）。フィオリーノはヨーロッパ内で特にパネルバン・モデルが大きな成功を収めた。
1992年にフィアット・ティーポの影響を受けた新しいスタイリングでフェイスリフトを受け、新設計のプラットフォーム、新しい内装、より環境性能の高いエンジンを取り入れた。ヨーロッパ市場での最後のフェイスリフトは1997年に実施された。
1994年にフィアット・ミッレ（ヨーロッパで旧型となったウノの廉価モデル）のプラットフォームを与えられた新しいモデルが南アフリカ共和国で登場した。ブラジルのミナスジェライス州にある工場で生産されているこのモデルは、現在でもブラジル、パラグアイ、アルゼンチン、チリで販売されている。第2世代のフィオリーノは当初アルゼンチンでも生産されていた。100万台以上のフィオリーが南アフリカで販売された。2004年にフィアット・ドブロ風の顔周りを備えた新たにフェイスリフトを施されたモデルが登場した。2009年には新しい赤色のフィアットのロゴを車体前面に取り付けられた新しいモデルが導入された。
フィオリーノはフィアット社が中華人民共和国での生産を承認した最初の車種であり、1996年からパリオとシエナが登場した2001年まで生産された。

### エンジン
エンジンはフィアット 1.7L 8 Vの自然吸気版とターボチャージャー付版、1.4L 8V FIRE ガソリンエンジンと南アフリカでは1.0Lと1.5L 8V、ブラジルではガソリンとエタノールの双方で稼働するフレキシブル・フューエル技術（flexible fuel technology）対応の2種の1,242 ccエンジンを搭載している。
- 1.0L ガソリン
- 1.2L FIRE
- 1.4L ガソリン
- 1.5L ガソリン（spi版とmpi版)
- 1.7L ディーゼルとターボディーゼル

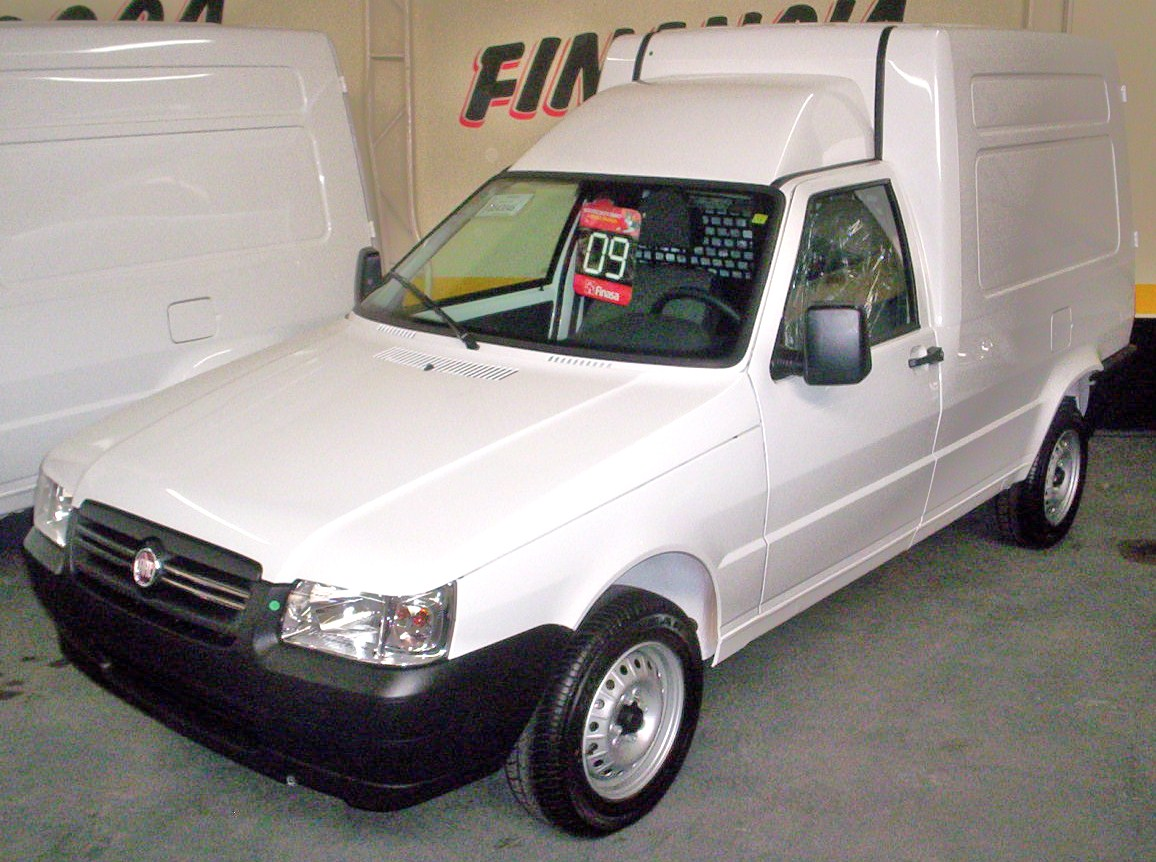
ブラジル製フィオリーノ・パネルバン
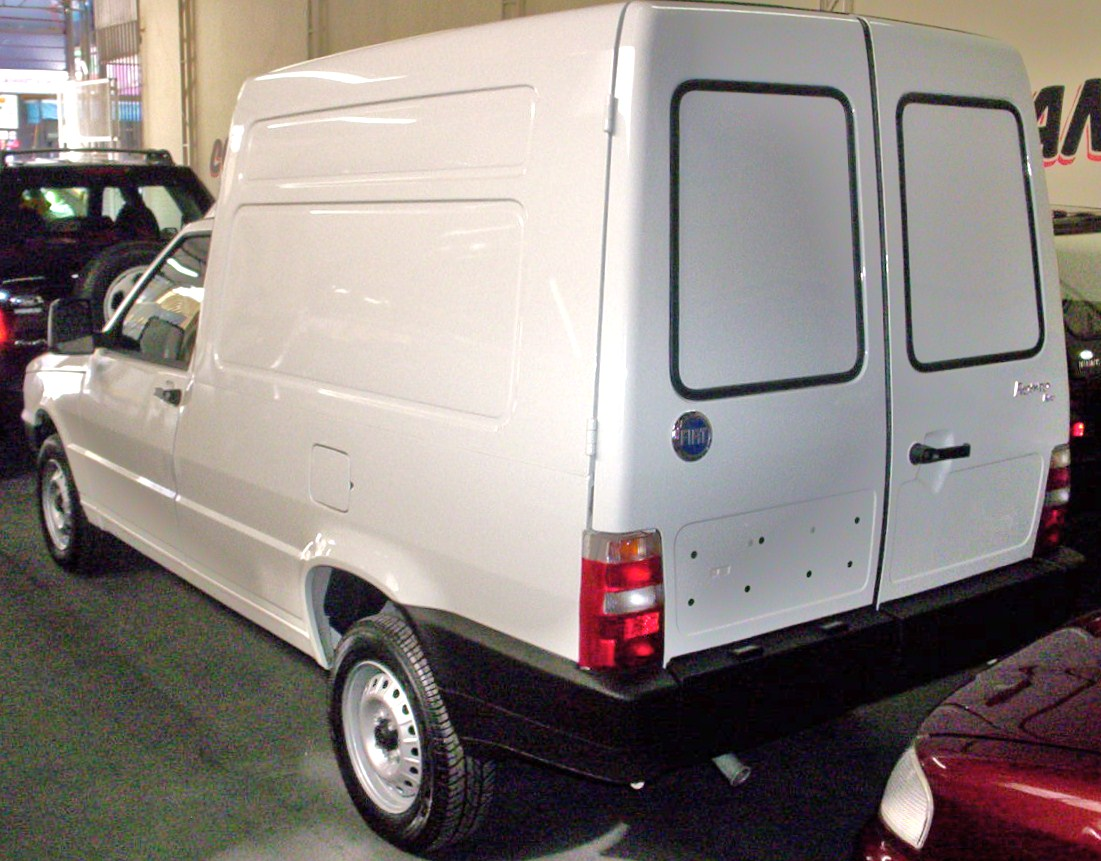
ブラジル製パネルバン
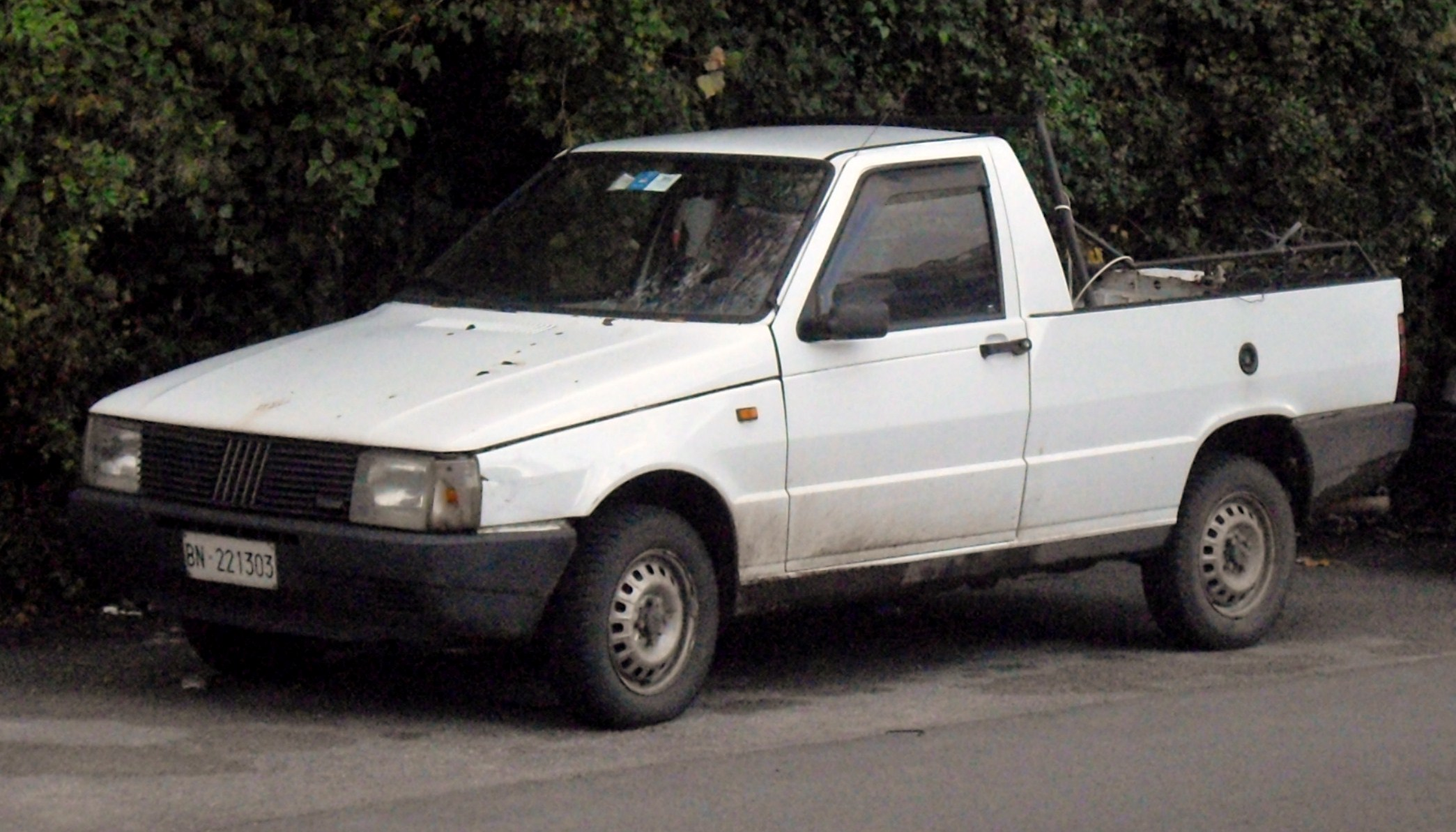
フィオリーノ・ピックアップ
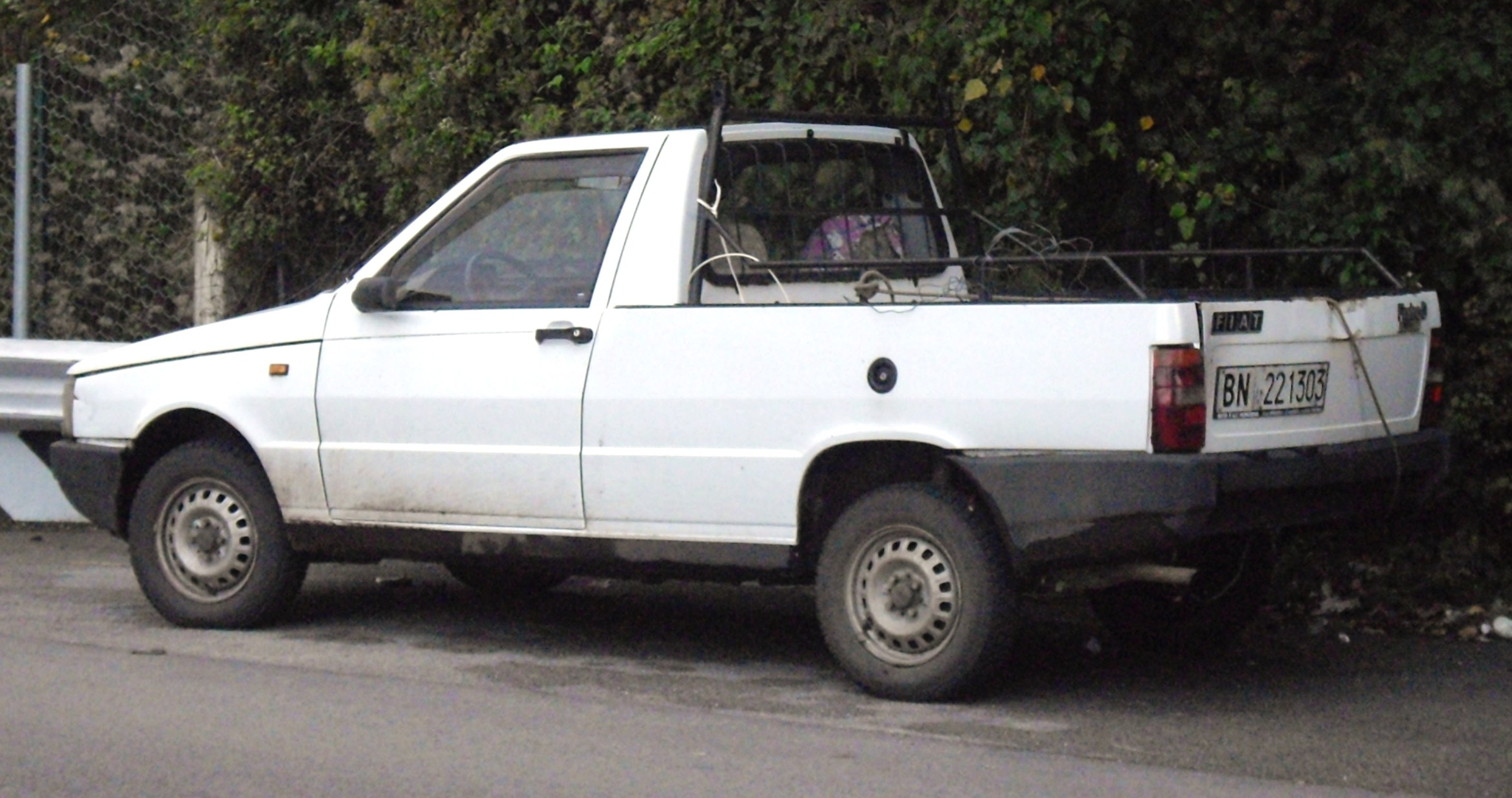
フィオリーノ・ピックアップ

## 車名の由来
フィオリーノは「フローリン金貨」として知られるイタリアの古い貨幣に由来している。